# Sci alpino ai XXIII Giochi olimpici invernali - Supergigante femminile
Il supergigante femminile di sci alpino dei XXIII Giochi olimpici invernali di Pyeongchang si è disputato il 17 febbraio 2018 presso l’Arena alpina di Jeongseon.
La ceca Ester Ledecká ha vinto la medaglia d'oro, l’austriaca Anna Veith quella d'argento e la liechtensteinese Tina Weirather quella di bronzo.
Degna di nota l'impresa della Ledecká, che nella stessa edizione dei Giochi olimpici ha vinto la medaglia d'oro nello slalom gigante parallelo dello snowboard. È l'unica atleta vincente alle Olimpiadi in due diversi sport.

## Classifica di gara
| Pos.    | N° | Atleta                  | Nazione              | Tempo   | Distacco |
| ------- | -- | ----------------------- | -------------------- | ------- | -------- |
| Oro     | 26 | Ester Ledecká           | Rep. Ceca            | 1'21"11 | —        |
| Argento | 15 | Anna Veith              | Austria              | 1'21"12 | +0"01    |
| Bronzo  | 7  | Tina Weirather          | Liechtenstein        | 1'21"22 | +0"11    |
| 4       | 5  | Lara Gut                | Svizzera             | 1'21"23 | +0"12    |
| 5       | 3  | Johanna Schnarf         | Italia               | 1'21"27 | +0"16    |
| 6       | 11 | Federica Brignone       | Italia               | 1'21"49 | +0"38    |
| 6       | 1  | Lindsey Vonn            | Stati Uniti          | 1'21"49 | +0"38    |
| 8       | 19 | Cornelia Hütter         | Austria              | 1'21"54 | +0"43    |
| 9       | 16 | Michelle Gisin          | Svizzera             | 1'21"57 | +0"46    |
| 10      | 14 | Viktoria Rebensburg     | Germania             | 1'21"62 | +0"51    |
| 11      | 13 | Sofia Goggia            | Italia               | 1'21"65 | +0"54    |
| 12      | 4  | Nadia Fanchini          | Italia               | 1'21"88 | +0"77    |
| 13      | 17 | Ragnhild Mowinckel      | Norvegia             | 1'22"00 | +0"89    |
| 14      | 28 | Breezy Johnson          | Stati Uniti          | 1'22"14 | +1"03    |
| 15      | 12 | Laurenne Ross           | Stati Uniti          | 1'22"17 | +1"06    |
| 16      | 27 | Alice McKennis          | Stati Uniti          | 1'22"20 | +1"09    |
| 17      | 6  | Corinne Suter           | Svizzera             | 1'22"24 | +1"13    |
| 18      | 9  | Nicole Schmidhofer      | Austria              | 1'22"30 | +1"19    |
| 19      | 20 | Romane Miradoli         | Francia              | 1'22"36 | +1"25    |
| 20      | 22 | Jennifer Piot           | Francia              | 1'22"38 | +1"27    |
| 21      | 18 | Tamara Tippler          | Austria              | 1'22"50 | +1"39    |
| 22      | 10 | Tiffany Gauthier        | Francia              | 1'22"56 | +1"45    |
| 23      | 23 | Valérie Grenier         | Canada               | 1'22"77 | +1"66    |
| 24      | 25 | Lisa Hörnblad           | Svezia               | 1'22"79 | +1"68    |
| 25      | 30 | Maruša Ferk             | Slovenia             | 1'23"18 | +2"07    |
| 26      | 33 | Maryna Gąsienica-Daniel | Polonia              | 1'23"21 | +2"10    |
| 27      | 8  | Jasmine Flury           | Svizzera             | 1'23"30 | +2"19    |
| 28      | 2  | Tessa Worley            | Francia              | 1'23"54 | +2"43    |
| 29      | 24 | Candace Crawford        | Canada               | 1'23"69 | +2"58    |
| 30      | 32 | Alexandra Coletti       | Monaco               | 1'24"01 | +2"90    |
| 31      | 35 | Greta Small             | Australia            | 1'24"09 | +2"98    |
| 32      | 31 | Petra Vlhová            | Slovacchia           | 1'24"26 | +3"15    |
| 33      | 36 | Kateřina Pauláthová     | Rep. Ceca            | 1'24"48 | +3"37    |
| 34      | 38 | Tina Robnik             | Slovenia             | 1'24"49 | +3"38    |
| 35      | 34 | Barbara Kantorová       | Slovacchia           | 1'25"30 | +4"19    |
| 36      | 43 | Ania Monica Caill       | Romania              | 1'25"74 | +4"63    |
| 37      | 29 | Roni Remme              | Canada               | 1'25"90 | +4"79    |
| 38      | 41 | Sabrina Simader         | Kenya                | 1'26"25 | +5"14    |
| 39      | 37 | Noelle Barahona         | Cile                 | 1'27"16 | +6"05    |
| 40      | 40 | Kim Vanreuse            | Belgio               | 1'27"60 | +6"49    |
| 41      | 39 | Sarah Schleper          | Messico              | 1'27"93 | +6"82    |
| 42      | 42 | Elvedina Muzaferija     | Bosnia ed Erzegovina | 1'27"97 | +6"86    |
| 43      | 45 | Olha Knysh              | Ucraina              | 1'30"60 | +9"49    |
|         | 21 | Kira Weidle             | Germania             | DNF     |          |
|         | 44 | Maria Shkanova          | Bielorussia          | DNS     |          |

## Informazioni
Data: Sabato 17 febbraio 2018 

Ora locale: 12:00 
 
Pista: Jeongseon Downhill

Partenza: 1130 m, arrivo: 545 m

Lunghezza: 2010 m, dislivello: 585 m

Tracciatore:  Meinhard Tatschl, 43 porte 

Legenda:
- DNS = non partita (did not start)
- DNF = prova non completata (did not finish)
- DSQ = squalificata (disqualified)
- Pos. = posizione